# Бранителите на Стара Загора
Мемориалният комплекс „Бранителите на Стара Загора“ е паметник в Стара Загора, намираш се в парк „Бранителите на Стара Загора“. Включен е в списъка на Стоте национални туристически обекта на Българския туристически съюз. Печат има в Регионален исторически музей-Стара Загора.
Открит е на 30 юли 1977 година по случай 100-годишнината от битката при Стара Загора, където българските опълченци от 1-ва, 2-ра, 3-та, 4-та, 5-а и 6-а дружина под командването на руски офицери заедно с руска кавалерия и артилерия влизат в бой с армията на Сюлейман паша на 31 юли 1877 г.
Паметникът представлява бетонна конструкция, висока 50 м. Наподобява развято знаме, символизиращо Самарското знаме на опълченците. Построен е на мястото на командния пункт на опълченците. До паметника се намират бетонни конструкции, представящи шестима български опълченци и руски офицер, символ на 6-те опълченски дружини под командването на руските офицери. Под опълченците се намира костницата. Гори и вечен огън в конструкция, изпълнена под формата на щикове. Те символизират непреодолимата преграда, която възпира неприятелските Сюлейманови орди и шестте опълченски дружини, от които се ражда бъдещата българска армия.
До паметника се стига по 100 стъпала.
Всяка година на 3 март (Ден на Освобождението на България от османско иго) в град Стара Загора се състои честване на празника. Отбелязва се с 300-метров трибагреник, носен от военнослужещи от Втора тунджанска механизирана бригада. Знамето преминава през целия централен булевард на града и може да се види от всеки гражданин. Накрая военната бригада покрива с трибагреника паметника на Самарското знаме в Мемориалния комплекс „Бранителите на Стара Загора“.
Мемориалният комплекс е част от Стоте национални туристически обекта на България.